# Georges Nagelmackers
Georges Lambert Casimir Nagelmackers (25 de junio de 1845, Lieja, Bélgica - 10 de agosto de 1905, Villepreux, Francia) fue un ingeniero civil y hombre de negocios belga, famoso por fundar la Compagnie Internationale des Wagons-Lits y crear el Orient Express.

## Biografía
Nacido en una familia de banqueros con intereses en los ferrocarriles y estrechos vínculos con la corte del rey Leopoldo II de Bélgica, Georges Nagelmackers se formó como ingeniero civil. De joven se enamoró de una prima mayor. Cuando sus sentimientos no fueron correspondidos, su familia lo alentó a viajar a los Estados Unidos de América para ayudarlo a recuperarse y también continuar sus estudios profesionales. Pasó diez meses viajando por todo Estados Unidos, tiempo durante el cual estuvo expuesto a viajar en tren en vagones Pullman. Se convenció de que había un mercado para los vagones tipo Pullman en Europa. Después de que una propuesta a George Pullman para colaborar en el desarrollo del mercado europeo fuera rechazada, Nagelmackers regresó a Europa.
Otras versiones de su biografía sostienen que Georges Nagelmackers sabía sobre coches cama, ya que ya estaban en funcionamiento en Bélgica antes de viajar a los Estados Unidos, y que en realidad nunca conoció a George Pullman.

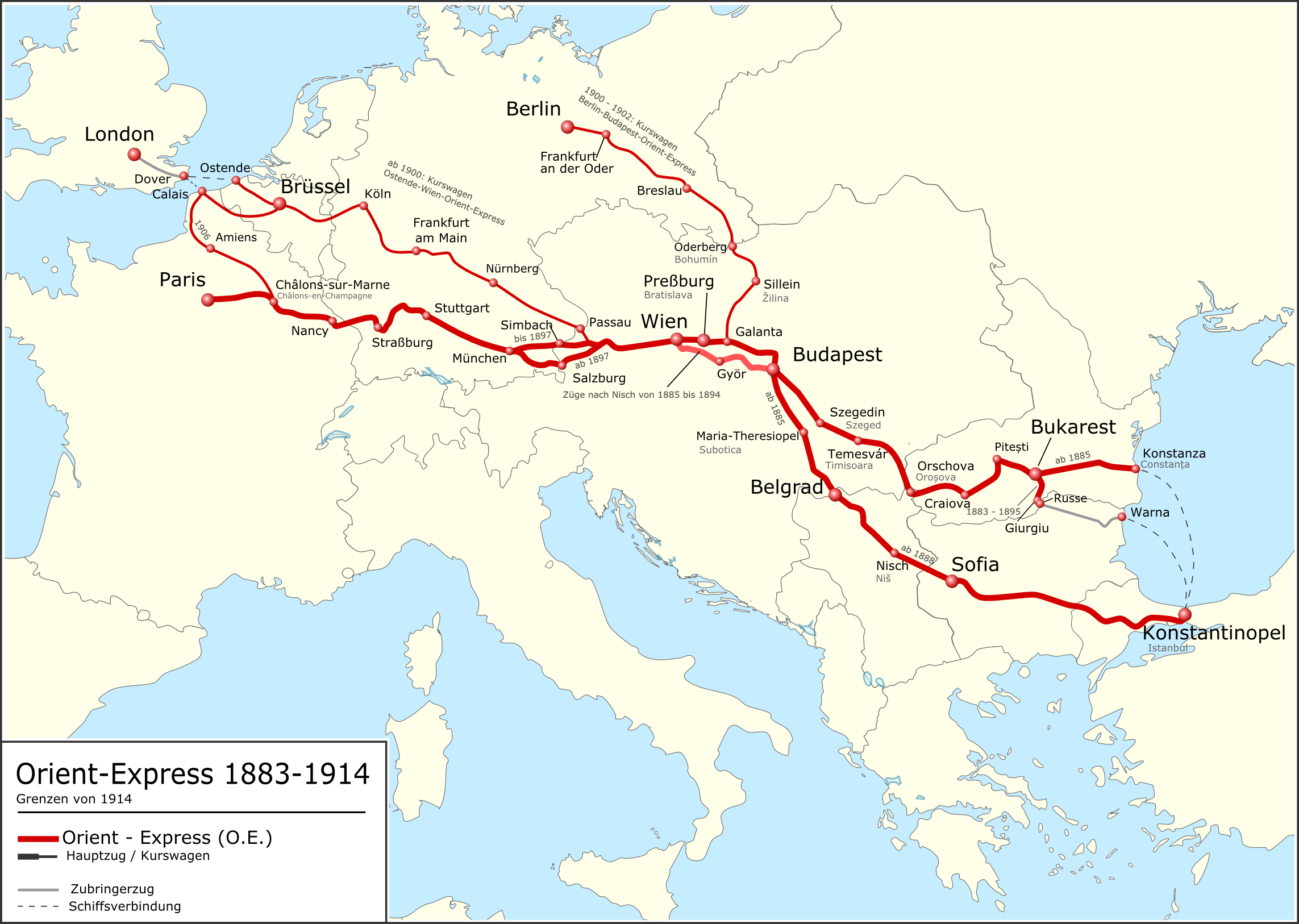
Ruta del Orient Express de 1883 a 1914

En 1870 publicó una propuesta para desarrollar vagones cama para el mercado europeo llamada "Projet d'Installation de wagons-lits sur les chemins de fer du continent" (Proyecto para la instalación de coches cama en los ferrocarriles del continente). Sin embargo, el estallido de la guerra franco-prusiana retrasó la concesión de una concesión del gobierno belga y el establecimiento de su primer servicio de coches cama.
En 1873 Georges Nagelmackers fundó la compañía Georges Nagelmackers & Company, que más tarde se convirtió en Compagnie Internationale des Wagons-Lits (CIWL). Fundó la compañía en París y creó la Compagnie Internationale des Grands Hotels para desarrollar y operar hoteles de lujo a lo largo de las rutas de sus trenes. Su estrategia consistió en convencer a los operadores de trenes para que conectaran sus vagones dormitorio y restaurante a sus trenes para diversificar las opciones de los viajeros de tren. El primer tren solo CIWL entró en funcionamiento en 1882.
El Orient Express fue lanzado el 4 de octubre de 1883.  Posteriormente compró la línea Mudanya - Bursa y la vendió a los franceses en 1891. También compró el ferrocarril Esmirna - Kasaba en 1893 y lo vendió a los franceses al año siguiente.
Compitió en la prueba de entrenador de correo ecuestre en los Juegos Olímpicos de Verano de 1900, ganando la medalla de oro.